# Wybory parlamentarne w Estonii w 1995 roku
Wybory parlamentarne w Estonii w 1995 roku zostały przeprowadzone 5 marca 1995. Estończycy wybrali 101 posłów do Zgromadzenia Państwowego (Riigikogu VIII kadencji).
W wyborach zwyciężyła wspólna lista wyborcza Estońskiej Partii Koalicyjnej i Estońskiego Związku Ludowego. Frekwencja wyborcza wyniosła 69,1%.

## Wyniki wyborów
| Lista wyborcza                                                         | Głosy   | %    | Mandaty |
| ---------------------------------------------------------------------- | ------- | ---- | ------- |
| Estońska Partia Koalicyjna i Estoński Związek Ludowy                   | 174 248 | 32,2 | 41      |
| Estońska Partia Reform                                                 | 87 531  | 16,2 | 19      |
| Estońska Partia Centrum                                                | 76 634  | 14,2 | 16      |
| Pro Patria Narodowa Koalicja i Estońska Narodowa Partia Niepodległości | 42 493  | 7,9  | 8       |
| Partia Socjaldemokratyczna i Partia Centrum                            | 32 381  | 6,0  | 6       |
| Partia Konstytucyjna i Rosyjska Partia w Estonii                       | 31 763  | 5,9  | 6       |
| Ludowa Partia Republikańska i Konserwatyści                            | 27 053  | 5,0  | 5       |
| Pozostałe                                                              | 73 722  | 12,6 | 0       |
| Razem                                                                  | 545 825 | 100  | 101     |